# Adiscanthus
Adiscanthus é um género botânico pertencente à família Rutaceae.

## Espécies
Apresenta uma única espécie:
- Adiscanthus fusciflorus